# Gremio de Editores de Cataluña
El Gremio de Editores de Cataluña (en catalán, y originalmente, Gremi d'Editors de Catalunya) es una organización empresarial que agrupa el conjunto de editores de Cataluña y actúa como representación del colectivo editorial en Cataluña, defendiendo los intereses del sector y sirviendo como consultoría para las empresas agremiadas. Está integrada por todas aquellas personas físicas o jurídicas de carácter privado que ejercen, de una manera regular y continua, la edición de libros en cualquier formato. El 2017  forman parte cerca de 250 editoriales con sede en Cataluña, independientemente de la lengua en que publiquen: catalán, castellano, e incluso inglés. El Gremio de Editores de Cataluña (GEC) es una de las entidades fundadoras de la Cámara del Libro de Cataluña que, además, actualmente preside.

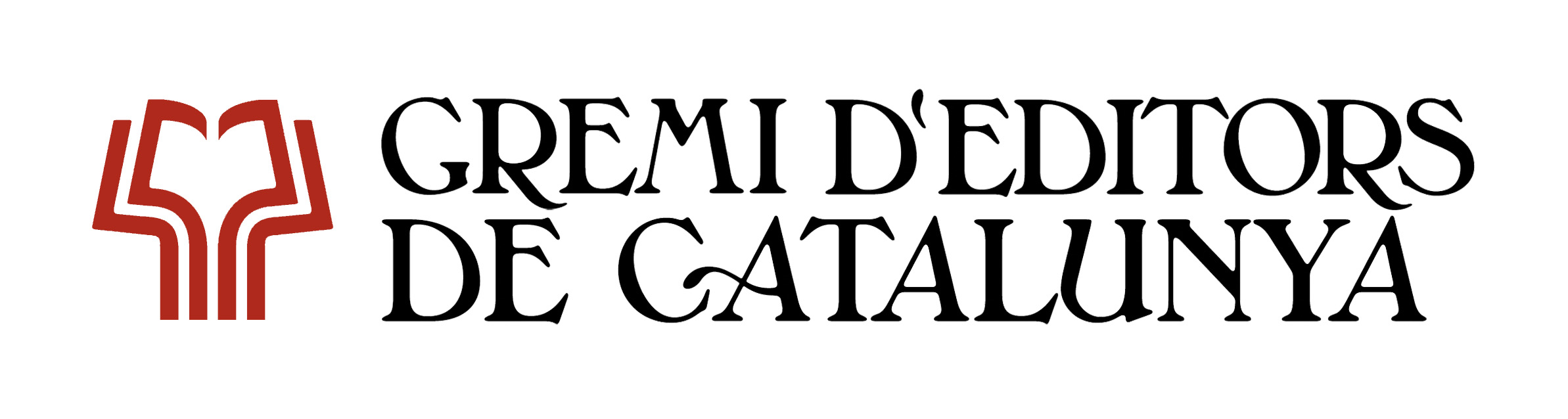

Su fundación data del año 1977. Tiene representación tanto en órganos y organizaciones de ámbito local, como estatal e internacionales. Es miembro de la Federación de Gremios de Editores de España y de la Federación de Editores Europeos, entre otros organismos. Desde su fundación, la sede ha estado situada en la calle de Valencia  279, de Barcelona.
El Gremio de Editores de Cataluña es organizador desde 1985 de la "Noche de la Edición", certamen en que se entregan diversos premios del sector editorial catalán como el "Premio Atlántida". Desde 2016 es coorganizador, junto a la Universidad Pompeu Fabra, del Foro Edita Barcelona. Además, forma parte del comité organizador de acontecimientos como el Salón LIBER, o el Salón Internacional del Cómic de Barcelona, a través de la asociación Ficomic, de la que forma parte.

## Servicios

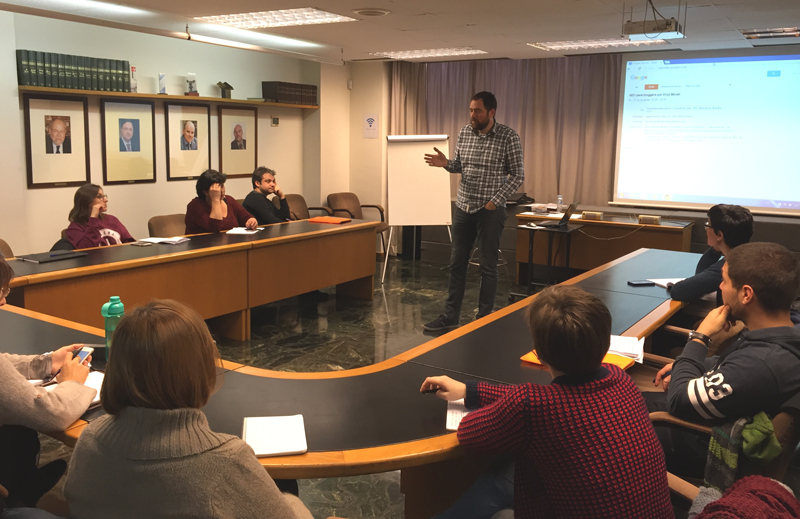
Curso de formación en el Gremio de Editores de Cataluña

Los servicios que ofrece el Gremio pueden agruparse en cinco ámbitos:
1. Asesoría: El GEC ofrece a sus asociados servicios de asesoría en propiedad intelectual y jurídica; fiscal y mercantil; y laboral.
2. Formación: El GEC cuenta con una escuela de formación que a lo largo del año organiza seminarios y sesiones informativas sobre algún tema concreto de interés para personas que trabajan en el mundo editorial. Además, colabora con diferentes másteres y cursos de posgrado sobre edición.
3. Comercio exterior: ofrece numerosos servicios de apoyo y acompañamiento en los procesos de internacionalización de las empresas del mundo del libro (industrias gráficas, edición, distribución y librerías), organiza viajes y presencia de las editoriales a ferias y congresos internacionales, y ofrece servicios prácticos como acuerdos con operadores postales, pólizas colectivas de seguros de transporte, confección de DUAs, etc.
4. Promoción del libro: El Gremio ofrece a sus asociados herramientas de gestión diversas para facilitar la publicación de libros: CSL, SINLI (gratuito para los agremiados), DILVE (gratuito para los agremiados), LibriData que permitirá información sobre ventas y existencias en cada punto de venta. Así mismo la Federación de Gremios de Editoras de España administra la ISBN.
5. Información y documentación: Otro de los servicios que ofrece es el seguimiento del BOE y DOGC para comunicar a los asociados la publicación de convocatorias de ayudas y subvenciones, la elaboración y difusión de estudios y estadísticas, formalización de convenios de compra, o seguimiento y publicación de artículos de interés publicados a prensa, revistas y webs especializadas.

## Áreas de trabajo[3]

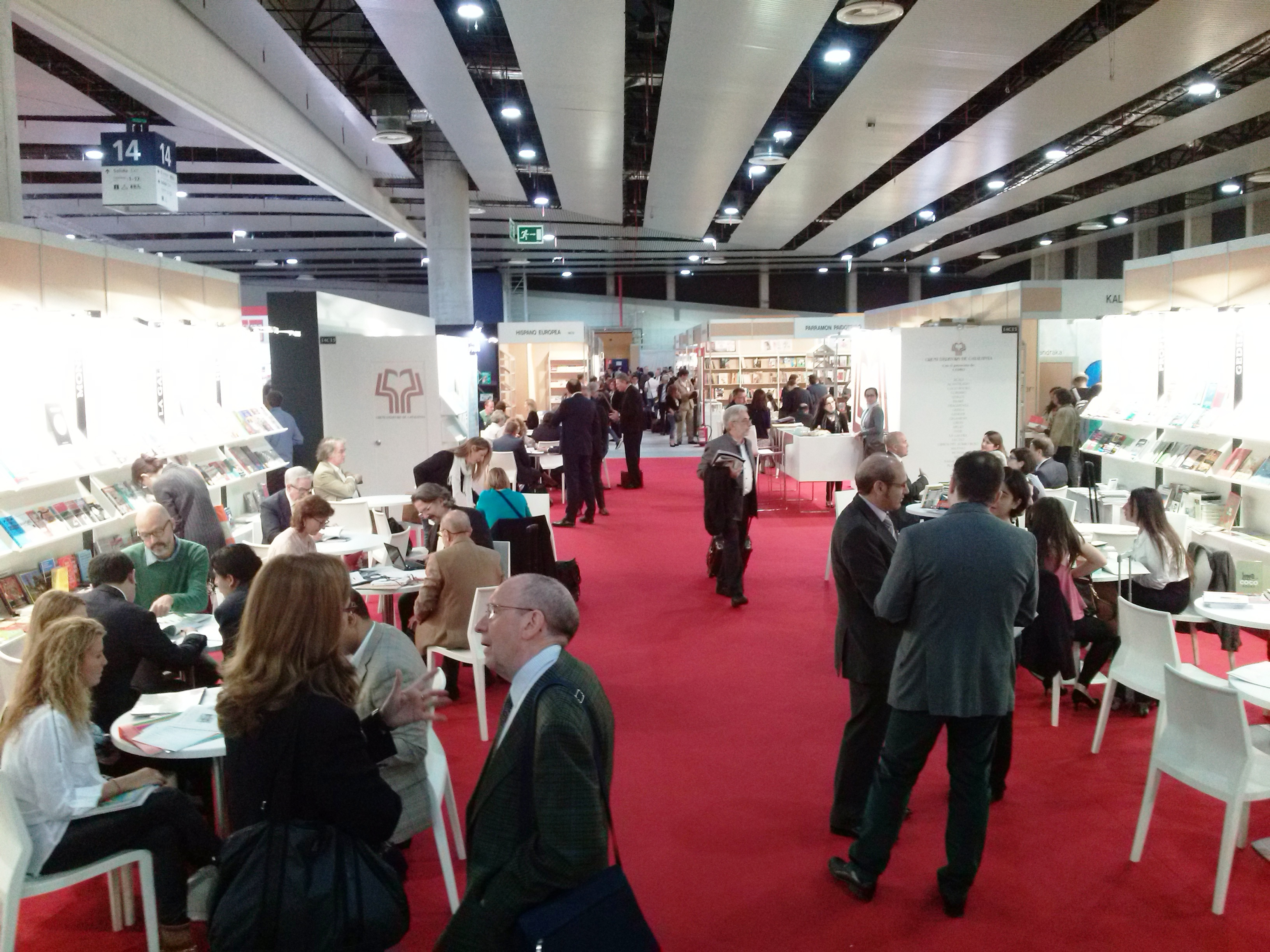
Stand del Gremio de Editores de Cataluña en Liber

El Gremio organiza su trabajo a través de 9 áreas temáticas de trabajo. Son las siguientes:
1. Bibliotecas: Comisión encargada de las relaciones institucionales entre las diferentes administraciones públicas que gestionan las bibliotecas de Cataluña, de su funcionamiento, servicios y del préstamo digital.
2. Comercio exterior y LIBER: Comisión encargada de las acciones de comercio exterior, ferias internacionales (Liber, Frankfurt, Bolonia, Guadalajara, Buenos Aires, Bogotá, BookExpo America, etc.), expediciones empresariales, evolución de las exportaciones, leyes, reglamentos de IVA, fletos…Esta comisión de amparo en la Cámara del Libro de Cataluña para las relaciones institucionales al extranjero, con homólogos en otros países que ofrecen su colaboración y facilitan la introducción en aquel país.
3. Comercio interior y pequeños editores: El objetivo de esta comisión es fomentar la participación para generar iniciativas y proyectos que ayuden a integrar todavía más los editores en el día a día de la actividad del Gremio. Esta es una comisión transversal, pues propone también iniciativas a otros comisiones como por ejemplo Comercio Interior, Comercio Exterior o Formación. Celebra varios encuentros cada año y su participación está abierta a todos los agremiados que se inscriban.
4. Formación: La comisión gestiona todas aquellas acciones que a través de seminarios, sesiones informativas, convocatoria de concursos, planes de Formación Continua, programas individuales de formación y alianzas con otras instituciones. Proporciona formación actualizada a las empresas agremiadas.
5. Infantil y juvenil: Promueve y difunde el libro infantil, juvenil y la lectura. Se organiza a través del ClijCAT.
6. Libro de texto: Esta área agrupa los editores de libro escolar para posar en común las dificultades que los afectan. Una comisión se encarga de representarlos ante el Departamento de Enseñanza y otros organismos del sector. A nivel español estos editores están representados por ANELE.
7. Libro religioso: Comisión formada por un grupo de representantes de empresas de cariz filosófico, espiritual y religioso que se reúnen periódicamente para trabajar asuntos referentes en las problemáticas que abrazan el libro religioso. Forma parte a la vez de un grupo de trabajo con editores de la Asociación de Editores de Madrid con quienes llevan a cabo actividades conjuntas de cara a la participación en ferias nacionales e internacionales y acciones de promoción.
8. Propiedad intelectual: Esta comisión trabaja conjuntamente con el asesor jurídico del Gremio, Jordi Calsamiglia, con CEDRO y con nuestros representantes a la Federación de Gremios de Editores de España, a la Federación de Editores Europeos y a la Unión Internacional de Editores. Vela por la propiedad intelectual y los derechos de autor, garantes del principal activo de los editores: los contenidos.
9. Publicaciones musicales: Esta comisión vela por los intereses de los editores de partituras musicales apoyándolos logístico e institucional

## Eventos que organiza

### Noche de la Edición

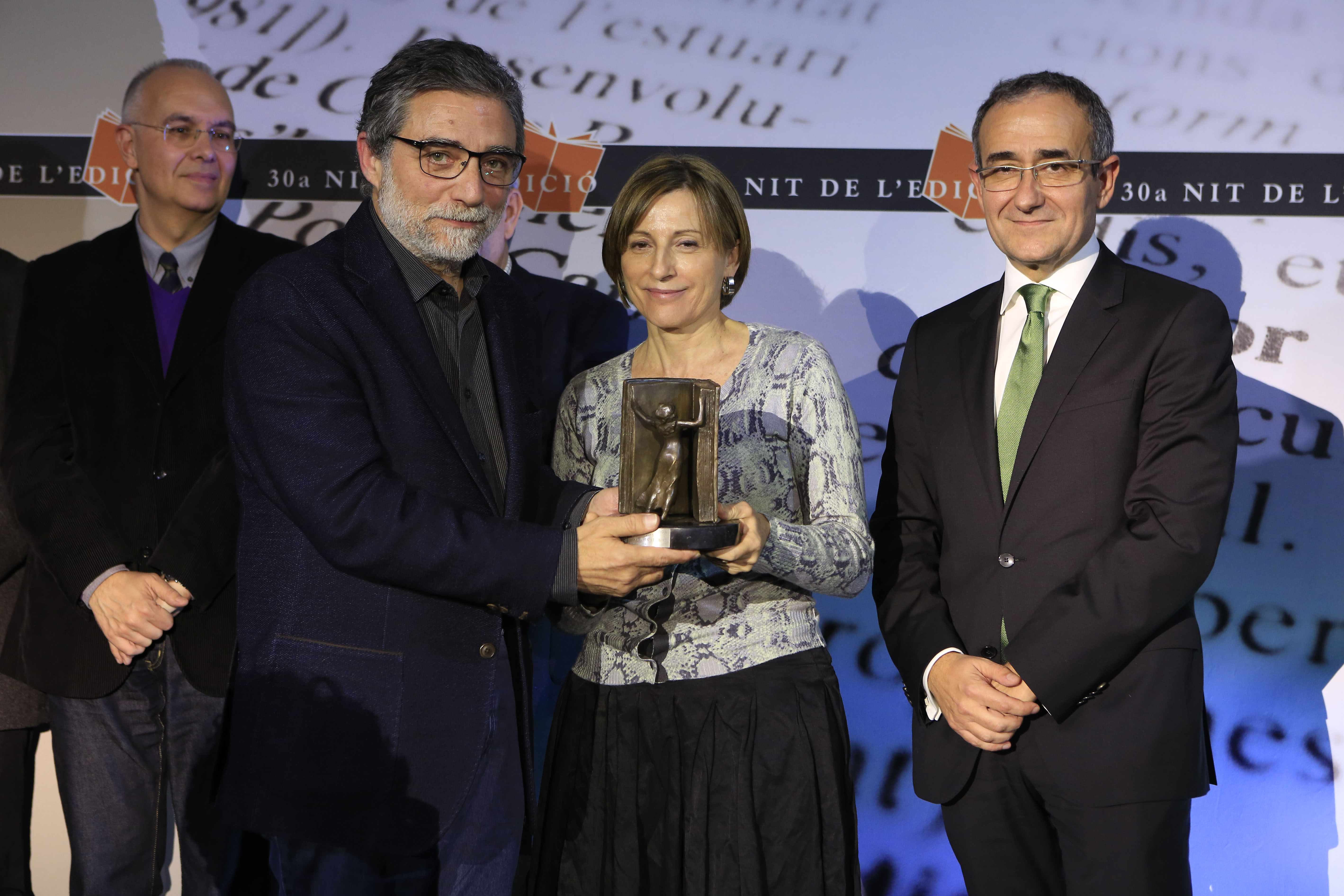
Premio Atlántida a Jaume Plensa, a la Noche de la Edición de 2016

El Gremio de Editores de Cataluña organiza, desde 1985, la "Noche de la Edición", un evento celebrado normalmente el mes de diciembre, en el que aglutina el mundo editorial catalán y otorga diferentes premios a entidades, empresas y personas del sector que se han distinguido por varios aspectos. Los principales premios que se otorgan durante la Noche de la Edición son:
- Premio Atlántida; un galardón que pretende distinguir una personalidad por su contribución al fomento de la lectura y del mundo del libro en general. Desde la primera convocatoria, en 1986, el premio Atlántida ha recaído en personalidades como Václav Havel, Jacques Santer, Viviane Reding, Fabián Estapé, José Manuel Blecua, Javier Solana, Jordi Savall, Joan Manuel Serrat y Jaume Plensa, entre otros. El 19 de diciembre de 2016 se celebró la última edición del Premio Atlàntida, que fue otorgado a Isabel Coixet; haciendo un reconocimiento especial a la Editorial Blume, por sus 50 años de actividad editorial continuada, y a Larousse Editorial, M. Moleiro Editor y Tritón Ediciones por su 25 cumpleaños.[4]
- Memorial Fernando Lara: otorgado por la Cámara del Libro de Cataluña, galardona anualmente la labor de un joven emprendedor en el mundo editorial.
- Premio de Traducción Ángel Crespo: otorgado conjuntamente por la Asociación Colegial de Escritores de Cataluña y el Gremio de Editores de Cataluña, a un traductor que haya destacado por su trayectoria.
- Premios de reconocimiento especial: El Gremio de Editores aprovecha la Noche de la Edición para reconocer la labor de empresas, personas o entidades que durante ese año hayan destacado por alguna razón especial o celebren algún aniversario.

### Foro Edita Barcelona

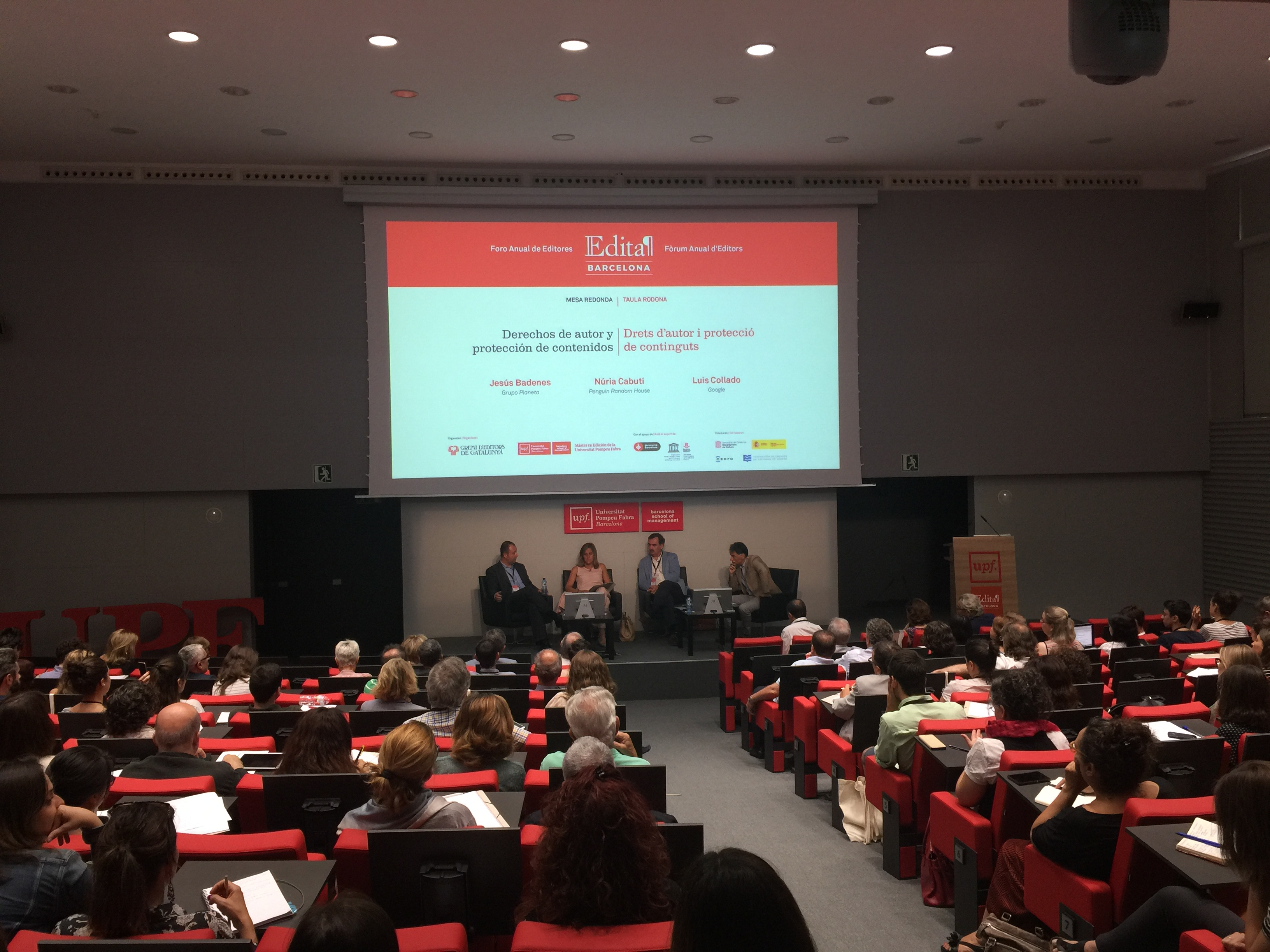
Foro Edita Barcelona

Desde el año 2016, el Gremio de Editores de Cataluña organiza, conjuntamente con el Máster en Edición de la Universidad Pompeu Fabra, el Foro Edita Barcelona. Se celebra en las instalaciones de la Universidad Pompeu Fabra, en el campus Balmes de Barcelona, durante tres días del mes de julio. Es un encuentro de carácter internacional en la que se organizan charlas, mesas redondas y debates sobre los aspectos más candentes de la actualidad del mundo editorial, tanto a nivel nacional como internacional, con la presencia de representantes del sector tanto de España como de países extranjeros.

## Miembros Asociados
El Gremio de Editores de Cataluña cuenta actualmente con más de 700 asociados. Según sus estatutos hay dos categorías de miembros:
- Miembros de Pleno Derecho: Todas aquellas personas físicas o jurídicas de carácter privado que ejerzan legalmente, de una manera regular y continua, y como actividad principal, la edición de libros.
- Miembros Adheridos: Todas aquellas personas físicas o jurídicas de carácter privado que de forma legal, regular y continua, ejerzan como actividad secundaria la edición de libros. Y aquellas personas físicas o jurídicas que de forma legal, regular y continua se dediquen a la edición otras publicaciones siempre que su actividad, a criterio de la Junta Directiva y con la ratificación de la Asamblea General, merezca ser considerada editorial.

## Órganos de gobierno
El Gremio de Editores de Cataluña cuenta con dos órganos de gobierno: la Asamblea General y la Junta Directiva.

### Asamblea general
Es el órgano supremo del Gremio de Editores de Cataluña y se reúne en sesión ordinaria cuatro veces al año, dentro de cada trimestre natural y en sesión extraordinaria cuando lo solicite la Junta Directiva o un número de miembros del Gremio de Editores de Cataluña que represente, como mínimo, un 20% del total.

### Junta Directiva

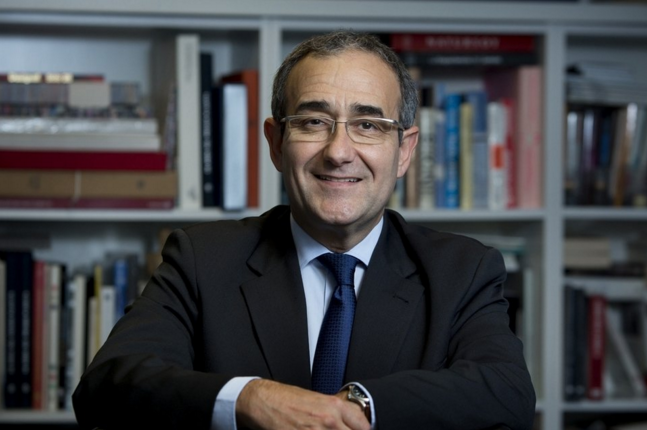
Patrici Tixis, Presidente del Gremio de Editores de Cataluña

La Junta está formada por 22 miembros. Se reúne una vez l mes, como mínimo, y delega parte de sus funciones ejecutivas en varias comisiones de trabajo que comprenden diferentes ámbitos. Actualmente, el presidente del Gremio de Editores es Patrici Tixis, en representación de Editorial Planeta.
| Cargo              | Persona                   | Editorial                    |
| ------------------ | ------------------------- | ---------------------------- |
| Presidente         | Patrici Tixis Padrosa     | Planeta                      |
| Vicepresidente 1.º | Román de Vicente          | Ediciones B                  |
| Vicepresidente 2.º | Alexandre Amat            | Profit Editorial             |
| Vicepresidente 3.º | Montserrat Ayats          | Eumo Editorial               |
| Secretario         | Antonio Garrido           | Edebé                        |
| Tesorero           | Frederic Rahola           | Editorial Teide              |
| Contador           | Leopold Blume             | Naturart                     |
| Vocal              | Joaquín Álvarez de Toledo | Planeta                      |
| Vocal              | Núria Cabutí              | Penguin Random House         |
| Vocal              | Antoni Comas              | Tibidabo Ediciones           |
| Vocal              | Daniel Fernández          | Edhasa                       |
| Vocal              | Jordi Ferré               | Imagen 9                     |
| Vocal              | Josep Gárriz              | Editorial Océano             |
| Vocal              | Jorge Herralde            | Editorial Anagrama           |
| Vocal              | Albert Pèlach             | Enciclopèdia Catalana        |
| Vocal              | Xavier Reverté            | Editorial Reverté            |
| Vocal              | Ramon Ribó                | RBA Libros                   |
| Vocal              | Joaquín Sabaté            | Ediciones Urano              |
| Vocal              | Luis Solano               | Libros del Asteroide         |
| Vocal              | Jaume Vicens              | Ediciones Vicens Vives       |
| Vocal              | Julià Viñuales            | Difusiones Editoriales Helio |
| Vocal              | Lluís Zendrera            | Editorial Juventud           |

El Secretario General del Gremio de Editores es Josep Lafarga Sarrà.